# حصار سوبر ماركت كاشير
حصار سوبر ماركت كاشير هو هجوم تم في 9 يناير 2015 استهدف سلسلة محلات السوبر ماركت كوشير في بوابة فينسين التابعة للدائرة عشرون في باريس، فرنسا خلال الهجوم على صحيفة شارلي إبدو قبل يومين، وبالتزامن مع أزمة رهائن بلدية دامارتان أون غويل التي حوصر فيها مسلحان لجريدة شارلي إبدو.

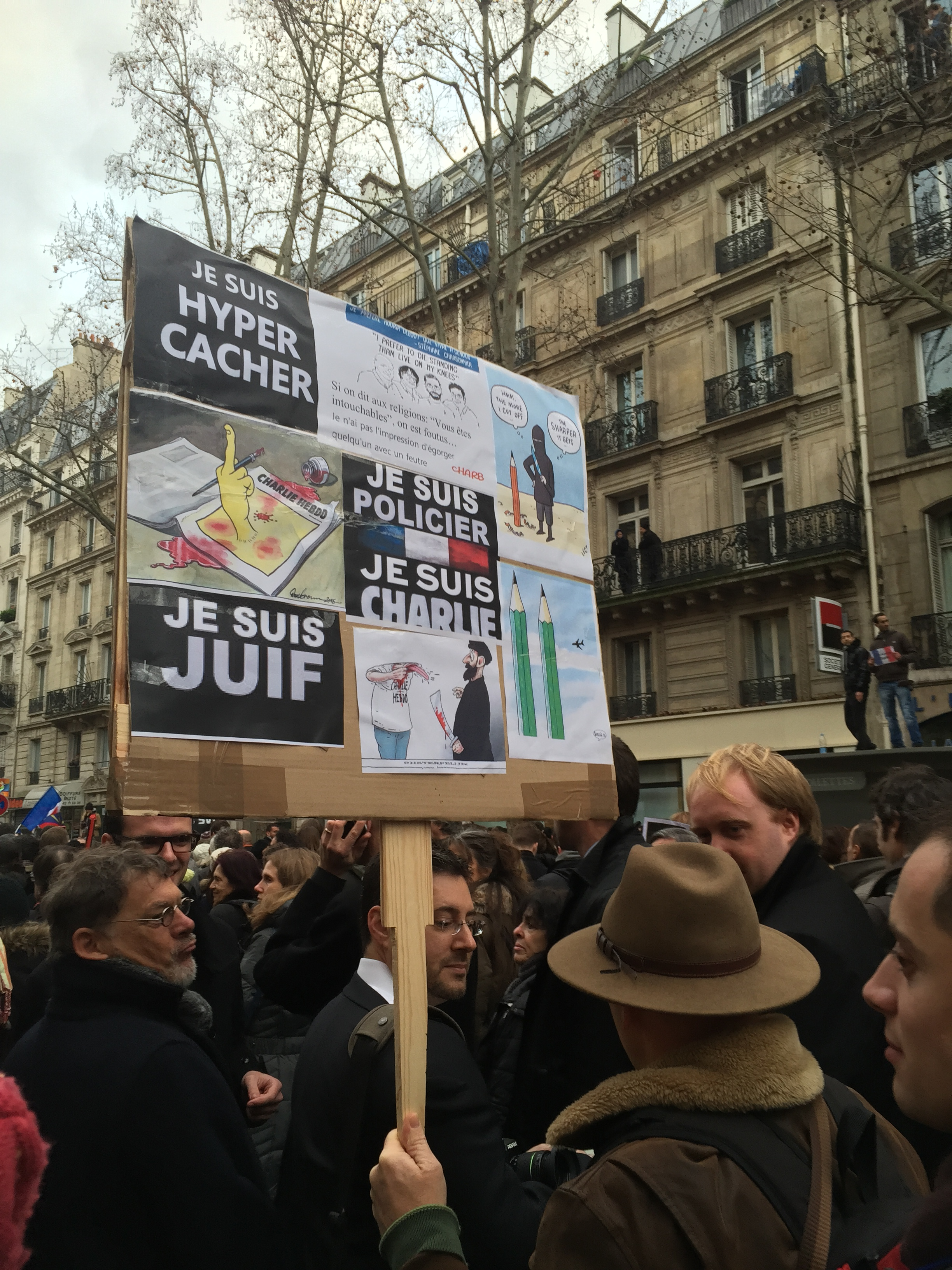
مسيرة في ذكرى الحصار يوم 11 يناير 2015

وقد كان مرتكب الهجوم شخص يدعى أميدي كوليبالي مطلوبا بالفعل من قبل شرطة البلدية الفرنسية مونروج بتهمة قتل ارتكبها قبل يوم واحد، وقد قدم أميدي كوليبالي مسلحا إلى سوبر ماركت يسمى كشروت في بورت دو فينسيين، حيث قتل على الفور ثلاثة أشخاص واحتجز سبعة عشرة رهينة آخرين قبل أن يقتل أحد الرهائن بعد ذلك بوقت قصير، ليصل عدد ضحاياه إلى أربعة أشخاص. مدعيا ولاءه لتنظيم الدولة الإرهابي ومطالبا بالإفراج على الشقيقين شريف كواشي وسعيد كواشي المحاصرين في نفس الوقت من قبل قوات الدرك في دامارتان أون غويل بعد قتلهما لإثني عشر شخصا في الهجوم على صحيفة شارلي إبدو قبل يومين في باريس.
استمر احتجاز الرهائن لأكثر من أربع ساعات، قبل أن ينتهي بهجوم من قبل فرقة البحث والمساعدة والتدخل والردع (RAID) و فرقة البحث والتدخل (BRI)، حيث لم يُقتل أي رهينة. في حين أطلقت الشرطة النار على الإرهابي، لتكون الحصيلة جرح ثلاثة من رجال الشرطة ورهينة.

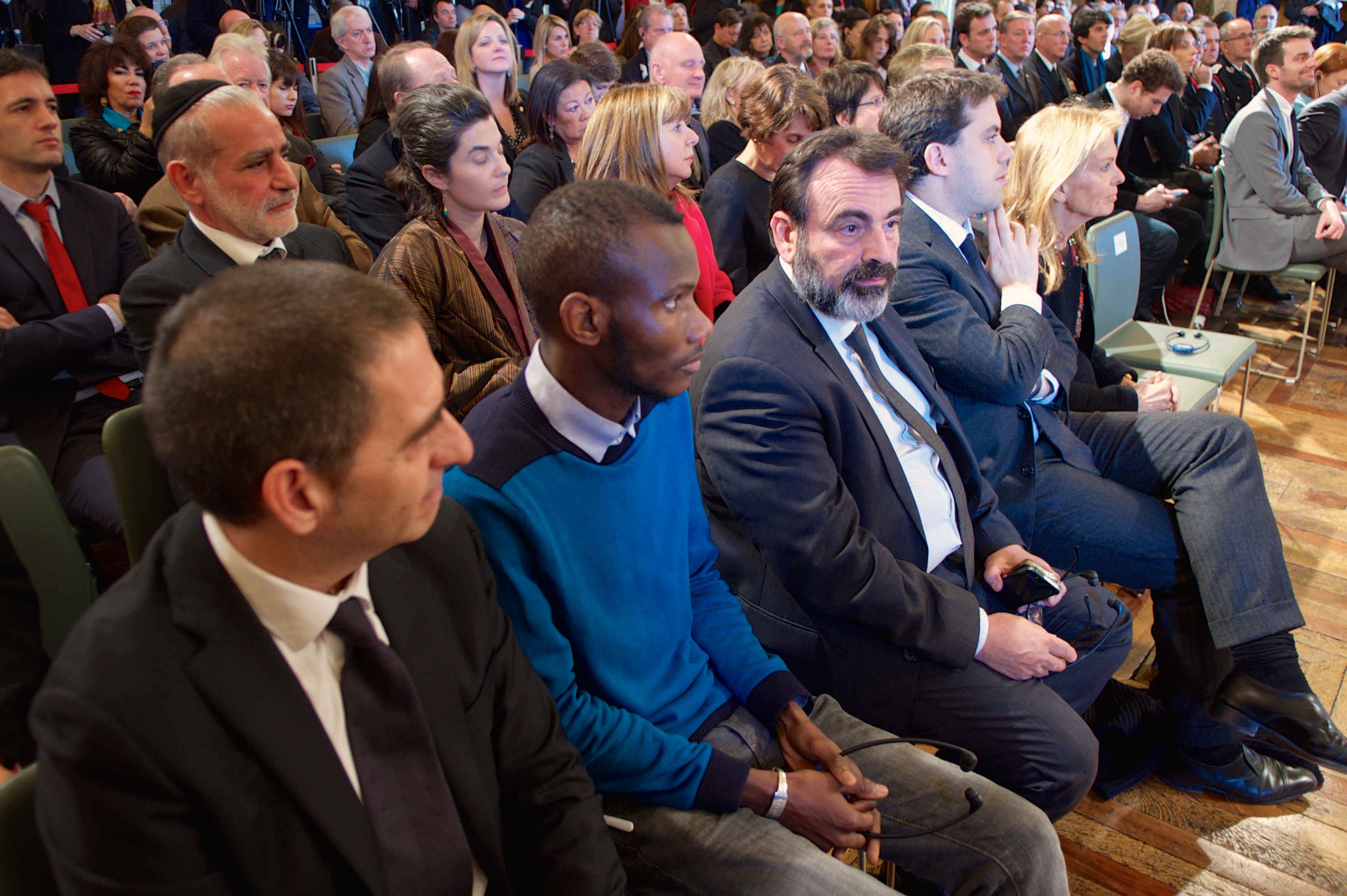
تكريم لاسانا باثيلي من قبل جون كيري.

## معرض صور

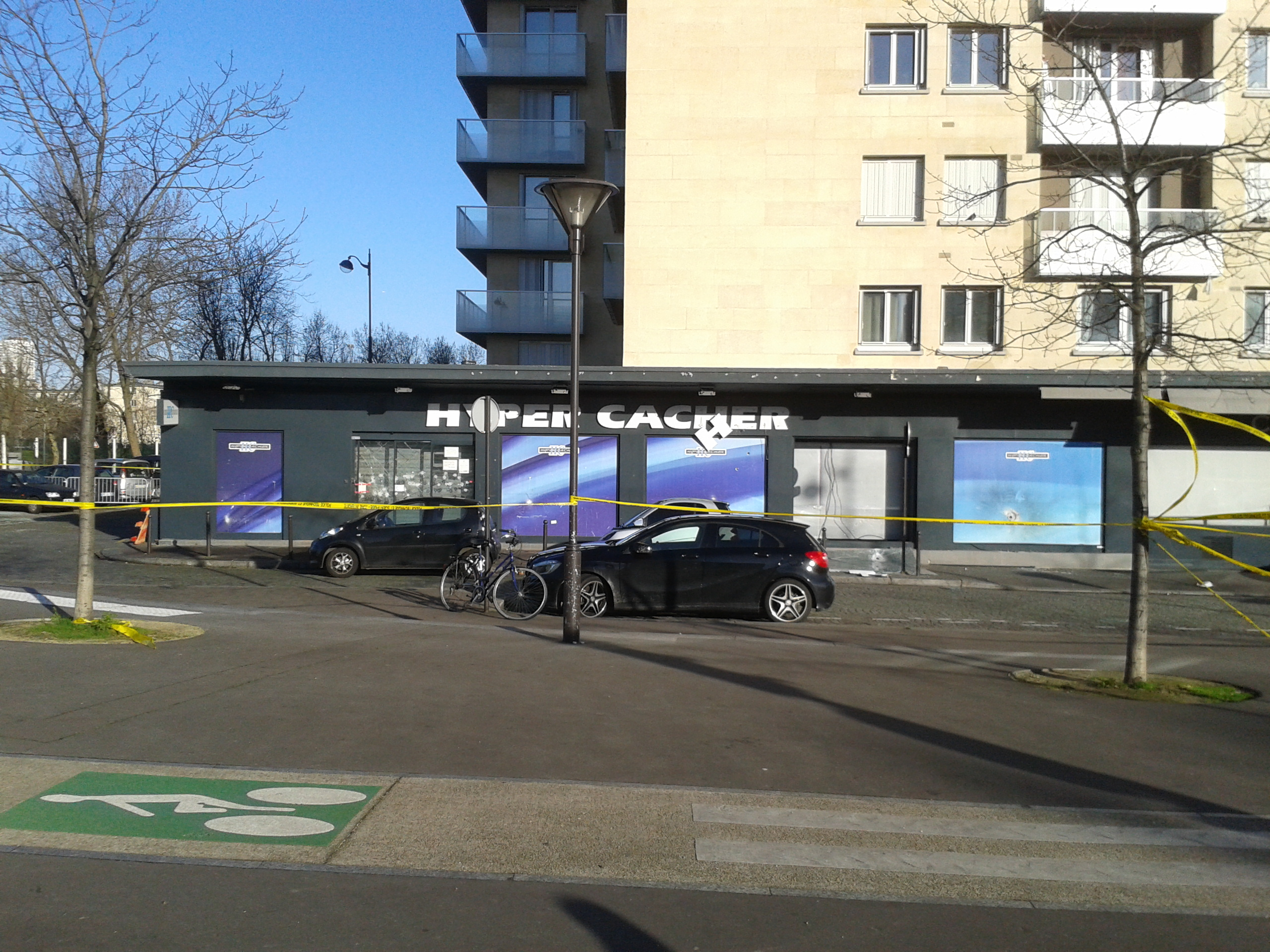
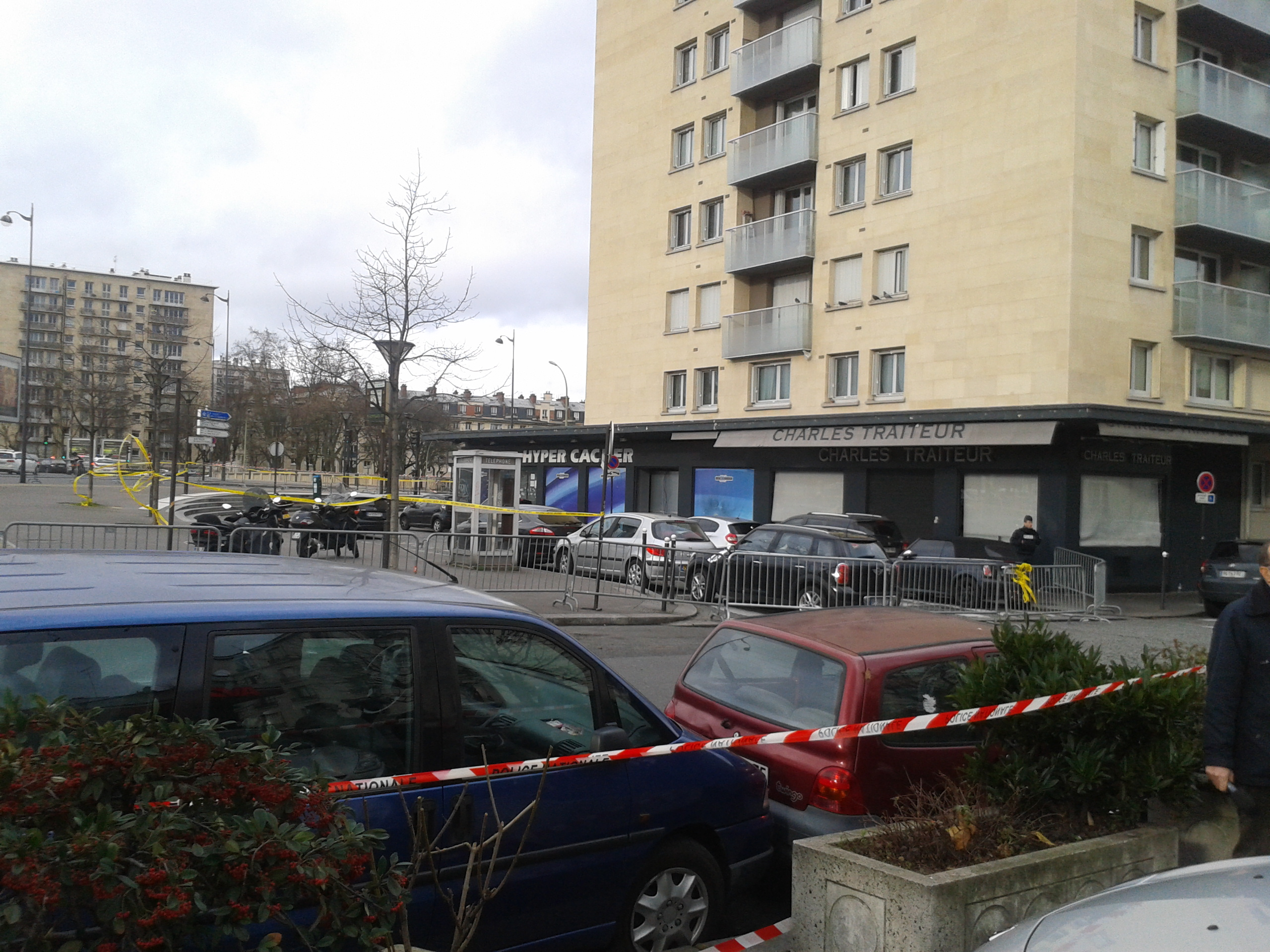
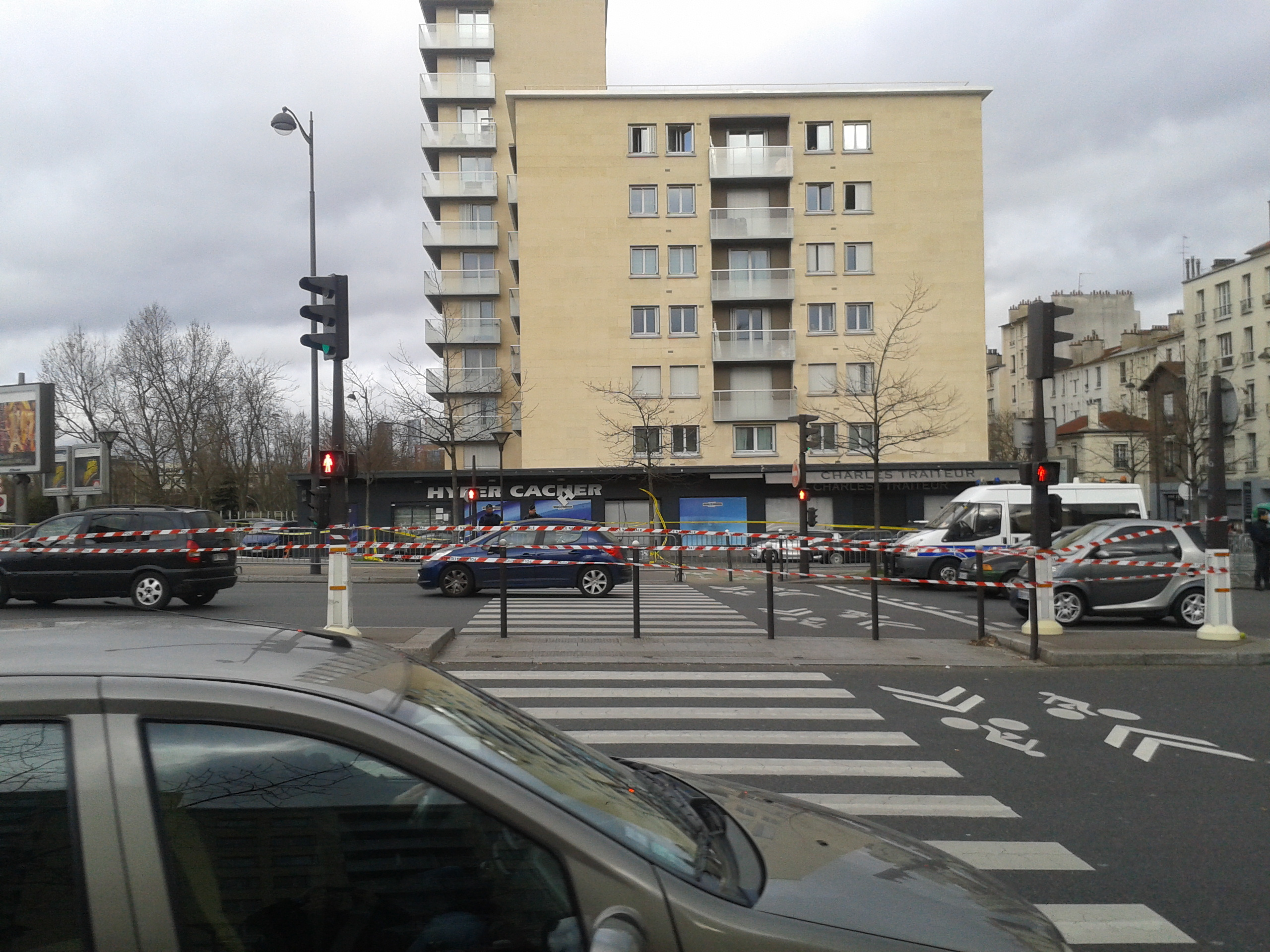